# Auguste Brouard
Auguste Brouard, né le 21 janvier 1844 à Étoges et mort le 3 septembre 1919 dans le même village, est un architecte français ayant principalement exercé à Troyes et ses alentours.

## Biographie
Michel Auguste Alexandre Brouard naît le 21 janvier 1844 à Étoges (département de la Marne). Il est l’élève de Louis-Jules André et de Georges-Ernest Coquart. Il devient architecte départmental et des monuments historiques. Il est membre de la Société centrale des architectes, dont il est un temps vice-président, et de l’Union syndicale des architectes français. C’est avant tout à Troyes qu’il exerce,. Il décède le 3 septembre 1919 à Étoges.

## Réalisations
- Église Saint-Antoine de Bercenay-en-Othe[3]
- Église à Vittel[3]
- Hôtel de préfecture de l'Aube[3]
- Hôtel-Dieu de Nogent-sur-Seine[3]

## Distinctions
- Officier de l'Instruction publique[4]